# Villetoureix
Villetoureix – miejscowość i gmina we Francji, w regionie Nowa Akwitania, w departamencie Dordogne.
Według danych na rok 1990 gminę zamieszkiwało 779 osób, a gęstość zaludnienia wynosiła 47 osób/km² (wśród 2290 gmin Akwitanii Villetoureix plasuje się na 532. miejscu pod względem liczby ludności, natomiast pod względem powierzchni na miejscu 677.).